# Somssich Miklós
Saárdi Somssich Miklós Lajos (Somogysárd, 1784. december 6. – uo., 1870. december 17.) reformkori politikus, Somogy vármegye alispánja.

## Élete
Somssich József (1748–1805) és Ürményi Mária (1757–1840) legidősebb fiúgyermeke. A középiskola után egyetemre került, ahol ügyvédként végzett. Sajnos azonban friss diplomájával nem állhatott munkába, mert 1805-ben édesapja halála miatt özvegy édesanyja visszahívta Sárdra, hogy a családi gazdaságot vezesse. Az örökség elosztása miatt 1808-ban kelt egyezség nem tetszett öccsének, Pongrácnak, így újra kellett egyezkedni a testvérpárnak ebben az ügyben. Pályafutását végül vármegyéje szolgálatában kezdhette meg főjegyzőként. 1811-ben vármegyéje országgyűlési követévé választották, de már a következő évben összetűzésbe keveredett a vármegyei királyi adminisztrátorral, amiért le is mondott tisztségéről. 1813-ban alispánná választották, de az önkényuralom korszakában lemondott e tisztéről is, visszavonult a közélettől, de a háttérben a vármegyei ellenállás egyik legmeghatározóbb alakjává lett. 1830-ban, majd 1832-től 1836-ig országgyűlési követ volt, és ezalatt a liberális ellenzék tagjaként és annak egyik vezéreként jelentős politikai szerepet játszott, Deák Ferenccel együtt óvatosan küzdöttek a bécsi udvar ellen. Később azonban ismét visszavonult, ezúttal véglegesen, élete további részét a gazdálkodásnak szentelte. Az idős úr sárdi kastélyát 1863 decemberében rablótámadás érte, ami majdnem tragédiába fulladt, ez Somssichot nagyon megviselte. Sárdi birtokán érte a halál, nem sokkal 86. születésnapja után.

## Családja
Kajdacsy Jozefát (1789–1860) vette nőül, öt gyermekük született:
- Pál (1811–1888) politikus, a képviselőház elnöke
- Mária (1811–1886); férje: Latinovics Lajos
- Teréz (1817–?); férje: Fribeisz Lajos
- Lőrinc (1819–1894); neje: Koin Mária (1825–1847)
- János (1824–1855)